# Dimanche de la divine Miséricorde
Pour les articles homonymes, voir DDM.
Le dimanche de la divine Miséricorde est une fête catholique célébrée le premier dimanche après la fête de Pâques dans le calendrier liturgique de l'Église catholique. Elle a été instituée par le pape Jean-Paul II le 30 avril 2000 lors de la canonisation de Faustine Kowalska. Kowalska déclarait avoir reçu de nombreuses visions de Jésus-Christ qui lui demanda notamment d'instaurer une fête en l'honneur de sa Miséricorde,,. Le dimanche de la divine Miséricorde a été célébré pour la première fois le 22 avril 2001. Il correspond à la fête de la Quasimodo, achevant l'octave de Pâques, dimanche in albis, ou dimanche de saint Thomas.
Tout catholique qui se confesse au préalable et reçoit la communion le dimanche de la Miséricorde divine reçoit le pardon complet de ses péchés et la remise de leurs peines. En plus de cette grâce similaire à la grâce reçue lors du baptême, une indulgence plénière est également accordée ce jour-là aux conditions habituelles. Dans de nombreuses paroisses est également proposé ce jour-là, au cours de la messe, le sacrement de l'onction des malades.

## Histoire
Cette fête a été instituée en 1985 dans l'archidiocèse de Cracovie par le cardinal Franciszek Macharski et était d'abord célébrée localement autour de la ville, puis dans d'autres diocèses de Pologne. En 1995, Jean-Paul II l'étend à tous les diocèses de Pologne, puis en 2000 à toute l'Église catholique,.
Le 17 août 2002, Jean-Paul II a inauguré le troisième millénaire en confiant le monde à la miséricorde du Père dans le sanctuaire de la Miséricorde divine à Cracovie, sanctuaire qu'il visitait régulièrement durant sa jeunesse et où sont conservées les reliques de Faustine Kowalska.
Jean-Paul II est mort le 2 avril 2005, lors des vêpres de la divine Miséricorde. En l'honneur de sa dévotion pour la Miséricorde divine, sa béatification a eu lieu le 1er mai 2011 et sa canonisation le 27 avril 2014, tous deux un dimanche de la divine Miséricorde,,.